# City of Edinburgh Kings
I City of Edinburgh Kings sono una società di pallacanestro, fondata nel 1988 con la denominazione di City of Edinburgh Basketball Club.

## Storia[1]

### Origini
Il City of Edinburgh Basketball Club è stato fondato nel 1988, quando le squadre juniores di Portobello e Wester Hailes si fusero per entrare nel campionato nazionale maschile. Portobello BC derivava dalla formazione del Portobello Old Parish Church Youth Club (POPYC) degli anni '60.
Dai primi anni '70 il Portobello BC aveva la sede presso il plesso scolastico Portobello High School (tuttora la sede della società) e qui, tramite Toni Szifris, la squadra si sviluppò attraverso una politica votata al reclutamento dei giovani verso il basket.

### Storia recente
Dalla fondazione dei Edinburgh Kings la società è riuscita a svilupparsi fino a vincere la sua prima Coppa di Scozia nel 2002 ed il campionato l'anno successivo nel 2003, diventando il club in attività di maggior successo del paese.

## Statistiche
| Stagione                          | Div. | Pos. | Partite | Vinte | Perse | Punti | Play Offs        | Scottish Cup  |
| --------------------------------- | ---- | ---- | ------- | ----- | ----- | ----- | ---------------- | ------------- |
| City of Edinburgh Basketball Club |      |      |         |       |       |       |                  |               |
| 1989–90                           | SNBL | /    | /       | /     | /     | /     | /                | Semifinali    |
| 1990–91                           | SNBL | /    | /       | /     | /     | /     | /                | Finale        |
| 1991–92                           | SNBL | /    | /       | /     | /     | /     | /                | Finale        |
| Edinburgh Burger Kings            |      |      |         |       |       |       |                  |               |
| 1992–93                           | SNBL | /    | /       | /     | /     | /     | /                | Finale        |
| 1993–94                           | SNBL | /    | /       | /     | /     | /     | /                | Semifinale    |
| 1994–95                           | SNBL | /    | /       | /     | /     | /     | /                | Semifinale    |
| 1995–96                           | SNBL | /    | /       | /     | /     | /     | /                | Semifinale    |
| 1996–97                           | SNBL | /    | /       | /     | /     | /     | /                | Finale        |
| 1997–98                           | SNBL | 3°   | 24      | 20    | 4     | /     | No playoff       | Semifinale    |
| City of Edinburgh Kings           |      |      |         |       |       |       |                  |               |
| 1998–99                           | SNBL | 5°   | 27      | 14    | 13    | /     | No playoff       | Finale        |
| 1999–2000                         | SNBL | 3°   | 18      | 13    | 5     | /     | Semifinali       | Finale        |
| 2000–01                           | SNBL | 2°   | /       | /     | /     | /     | /                | Vincitore     |
| 2001–02                           | SNBL | 2°   | 18      | 15    | 2     | /     | /                | Finale        |
| 2002–03                           | SNBL | 1°   | 18      | 17    | 1     | /     | /                | Finale        |
| 2003–04                           | SNBL | 1°   | 18      | 18    | 0     | /     | /                | Vincitore     |
| 2004–05                           | SNBL | 1°   | /       | /     | /     | /     | /                | Finale        |
| 2005–06                           | SNBL | 2º   | /       | /     | /     | /     | /                | Finale        |
| 2006–07                           | SNBL | 1°   | 15      | 14    | 1     | /     | /                | Vincitore     |
| 2007–08                           | SNBL | 1°   | 16      | 15    | 1     | /     | /                | Vincitore     |
| 2008–09                           | SNBL | 1°   | 20      | 18    | 2     | /     | /                | Vincitore     |
| 2009–10                           | SNBL | 1°   | 20      | 18    | 2     | /     | /                | Finale        |
| 2010–11                           | SNBL | 1°   | 18      | 17    | 1     | 35    | Vincitore        | Vincitore     |
| 2011–12                           | SNBL | 1°   | 18      | 17    | 1     | /     | Vincitore        | Semifinale    |
| 2012–13                           | SNBL | 2°   | 18      | 16    | 2     | 34    | Vincitore        | Vincitore     |
| 2013–14                           | SNBL | 3°   | 18      | 13    | 5     | 31    | Semifinali       | Semifinale    |
| 2014–15                           | SNBL | 5°   | 22      | 15    | 7     | 37    | Quarti di finale | Semifinale    |
| 2015–16                           | SNBL | 6°   | 28      | 9     | 9     | 27    | Quarti di finale | Secondo turno |